# Val de San Lorenzo
Val de San Lorenzo è un comune spagnolo di 719 abitanti situato nella comunità autonoma di Castiglia e León.